# تیم ملی فوتبال نیجریه
تیم ملی فوتبال نیجریه (به انگلیسی: Nigeria national football team) یک تیم فوتبال بین‌المللی است که به نمایندگی از کشور نیجریه به میدان می‌رود. این تیم زیر نظر فدراسیون فوتبال نیجریه فعالیت می‌کند. در سال ۱۹۹۴، این تیم موفق به دست یابی به رتبه ۵ رنکینگ فیفا شد که بالاترین رتبه یک تیم آفریقایی تا کنون می‌باشد.

## آمار و عملکرد کلی در جام جهانی
| آمار و عملکرد در جام جهانی فوتبال | آمار و عملکرد در جام جهانی فوتبال | آمار و عملکرد در جام جهانی فوتبال | آمار و عملکرد در جام جهانی فوتبال | آمار و عملکرد در جام جهانی فوتبال | آمار و عملکرد در جام جهانی فوتبال | آمار و عملکرد در جام جهانی فوتبال | آمار و عملکرد در جام جهانی فوتبال | آمار و عملکرد در جام جهانی فوتبال | آمار و عملکرد در جام جهانی فوتبال |
| سال                               | میزبان(ها)                        | مرحله                             | رتبه                              | بازی                              | برد                               | مساوی                             | باخت                              | گل‌زده                             | گل‌خورده                           |
| --------------------------------- | --------------------------------- | --------------------------------- | --------------------------------- | --------------------------------- | --------------------------------- | --------------------------------- | --------------------------------- | --------------------------------- | --------------------------------- |
| ۱۹۳۰                              | اروگوئه                           | شرکت نکرد                         | شرکت نکرد                         | شرکت نکرد                         | شرکت نکرد                         | شرکت نکرد                         | شرکت نکرد                         | شرکت نکرد                         | شرکت نکرد                         |
| ۱۹۳۴                              | ایتالیا                           | شرکت نکرد                         | شرکت نکرد                         | شرکت نکرد                         | شرکت نکرد                         | شرکت نکرد                         | شرکت نکرد                         | شرکت نکرد                         | شرکت نکرد                         |
| ۱۹۳۸                              | فرانسه                            | شرکت نکرد                         | شرکت نکرد                         | شرکت نکرد                         | شرکت نکرد                         | شرکت نکرد                         | شرکت نکرد                         | شرکت نکرد                         | شرکت نکرد                         |
| ۱۹۵۰                              | برزیل                             | شرکت نکرد                         | شرکت نکرد                         | شرکت نکرد                         | شرکت نکرد                         | شرکت نکرد                         | شرکت نکرد                         | شرکت نکرد                         | شرکت نکرد                         |
| ۱۹۵۴                              | سوئیس                             | شرکت نکرد                         | شرکت نکرد                         | شرکت نکرد                         | شرکت نکرد                         | شرکت نکرد                         | شرکت نکرد                         | شرکت نکرد                         | شرکت نکرد                         |
| ۱۹۵۸                              | سوئد                              | شرکت نکرد                         | شرکت نکرد                         | شرکت نکرد                         | شرکت نکرد                         | شرکت نکرد                         | شرکت نکرد                         | شرکت نکرد                         | شرکت نکرد                         |
| ۱۹۶۲                              | شیلی                              | راه نیافت                         | راه نیافت                         | راه نیافت                         | راه نیافت                         | راه نیافت                         | راه نیافت                         | راه نیافت                         | راه نیافت                         |
| ۱۹۶۶                              | انگلستان                          | انصراف                            | انصراف                            | انصراف                            | انصراف                            | انصراف                            | انصراف                            | انصراف                            | انصراف                            |
| ۱۹۷۰                              | مکزیک                             | راه نیافت                         | راه نیافت                         | راه نیافت                         | راه نیافت                         | راه نیافت                         | راه نیافت                         | راه نیافت                         | راه نیافت                         |
| ۱۹۷۴                              | آلمان غربی                        | راه نیافت                         | راه نیافت                         | راه نیافت                         | راه نیافت                         | راه نیافت                         | راه نیافت                         | راه نیافت                         | راه نیافت                         |
| ۱۹۷۸                              | آرژانتین                          | راه نیافت                         | راه نیافت                         | راه نیافت                         | راه نیافت                         | راه نیافت                         | راه نیافت                         | راه نیافت                         | راه نیافت                         |
| ۱۹۸۲                              | اسپانیا                           | راه نیافت                         | راه نیافت                         | راه نیافت                         | راه نیافت                         | راه نیافت                         | راه نیافت                         | راه نیافت                         | راه نیافت                         |
| ۱۹۸۶                              | مکزیک                             | راه نیافت                         | راه نیافت                         | راه نیافت                         | راه نیافت                         | راه نیافت                         | راه نیافت                         | راه نیافت                         | راه نیافت                         |
| ۱۹۹۰                              | ایتالیا                           | راه نیافت                         | راه نیافت                         | راه نیافت                         | راه نیافت                         | راه نیافت                         | راه نیافت                         | راه نیافت                         | راه نیافت                         |
| ۱۹۹۴                              | ایالات متحده آمریکا               | یک‌هشتم نهایی                      | ۹ام                               | ۴                                 | ۲                                 | ۰                                 | ۲                                 | ۷                                 | ۴                                 |
| ۱۹۹۸                              | فرانسه                            | یک‌هشتم نهایی                      | ۱۲ام                              | ۴                                 | ۲                                 | ۰                                 | ۲                                 | ۶                                 | ۹                                 |
| ۲۰۰۲                              | کره جنوبی و ژاپن                  | مرحله گروهی                       | ۲۷ام                              | ۳                                 | ۰                                 | ۱                                 | ۲                                 | ۱                                 | ۳                                 |
| ۲۰۰۶                              | آلمان                             | راه نیافت                         | راه نیافت                         | راه نیافت                         | راه نیافت                         | راه نیافت                         | راه نیافت                         | راه نیافت                         | راه نیافت                         |
| ۲۰۱۰                              | آفریقای جنوبی                     | مرحله گروهی                       | ۲۷ام                              | ۳                                 | ۰                                 | ۱                                 | ۲                                 | ۳                                 | ۵                                 |
| ۲۰۱۴                              | برزیل                             | یک‌هشتم نهایی                      | ۱۶ام                              | ۴                                 | ۱                                 | ۱                                 | ۲                                 | ۳                                 | ۵                                 |
| ۲۰۱۸                              | روسیه                             | مرحله گروهی                       | ۲۱ام                              | ۳                                 | ۱                                 | ۰                                 | ۲                                 | ۳                                 | ۴                                 |
| ۲۰۲۲                              | قطر                               | راه نیافت                         | راه نیافت                         | راه نیافت                         | راه نیافت                         | راه نیافت                         | راه نیافت                         | راه نیافت                         | راه نیافت                         |
| مجموع                             | مجموع                             | مجموع                             | مجموع                             | ۲۱                                | ۶                                 | ۳                                 | ۱۲                                | ۲۳                                | ۳۰                                |

## بازیکنان

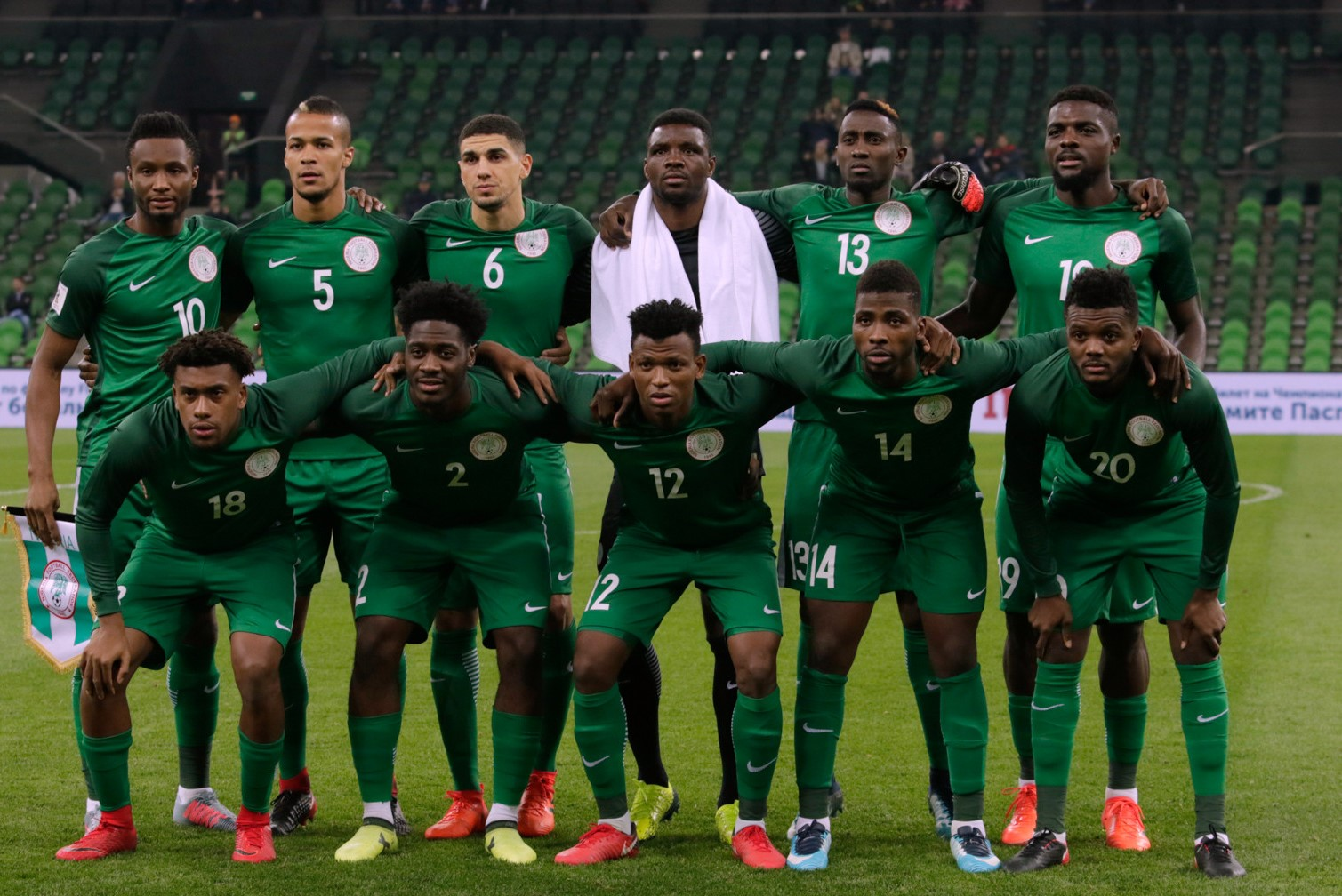
عکس دسته جمعی تیم ملی فوتبال نیجریه پیش از بازی مقابل آرژانتین

| ش. | پست       | بازیکن                    | ت‌ت (سن)                 | بازی | گل | باشگاه                        |
| -- | --------- | ------------------------- | ----------------------- | ---- | -- | ----------------------------- |
| 1  | دروازه‌بان | مادوکا اوکیه              | ۲۸ اوت ۱۹۹۹ ‏(۲۵ سال)    | 11   | 0  | باشگاه فوتبال اسپارتا روتردام |
| 16 | دروازه‌بان | دنیل اکپیی                | ۳ اوت ۱۹۸۶ ‏(۳۸ سال)     | 18   | 0  | باشگاه فوتبال کایزر چیفس      |
| 23 | دروازه‌بان | فرانسیس ازوهو             | ۲۸ اکتبر ۱۹۹۸ ‏(۲۶ سال)  | 18   | 0  | باشگاه فوتبال اومانیا         |
|    |           |                           |                         |      |    |                               |
| 2  | مدافع     | اولا آینا                 | ۸ اکتبر ۱۹۹۶ ‏(۲۸ سال)   | 21   | 0  | باشگاه فوتبال تورینو          |
| 3  | مدافع     | جمیلو کالینز              | ۵ اوت ۱۹۹۴ ‏(۳۰ سال)     | 22   | 0  | باشگاه فوتبال پادربورن        |
| 5  | مدافع     | ویلیام تروست اکنگ         | ۱ سپتامبر ۱۹۹۳ ‏(۳۱ سال) | 51   | 2  | باشگاه فوتبال واتفورد         |
| 6  | مدافع     | لئون بالوگان              | ۲۸ ژوئن ۱۹۸۸ ‏(۳۶ سال)   | 41   | 1  | باشگاه فوتبال رنجرز           |
| 12 | مدافع     | شهو عبداللهی              | ۱۲ مارس ۱۹۹۳ ‏(۳۲ سال)   | 37   | 0  | باشگاه فوتبال اومانیا         |
| 18 | مدافع     | کوین آکپوگوما             | ۱۹ آوریل ۱۹۹۵ ‏(۳۰ سال)  | 4    | 0  | باشگاه فوتبال هوفنهایم        |
| 20 | مدافع     | چیدوزی آوازیم             | ۱ ژانویهٔ ۱۹۹۷ ‏(۲۸ سال)  | 23   | 1  | باشگاه فوتبال آلانیا اسپور    |
| 21 | مدافع     | کالوین باسی               | ۳۱ دسامبر ۱۹۹۹ ‏(۲۵ سال) | 0    | 0  | باشگاه فوتبال رنجرز           |
| 22 | مدافع     | کنت اومرو                 | ۱۷ اکتبر ۱۹۹۳ ‏(۳۱ سال)  | 54   | 1  | باشگاه فوتبال لگانس           |
|    |           |                           |                         |      |    |                               |
| 4  | هافبک     | فرانک اونیکا              | ۱ ژانویهٔ ۱۹۹۸ ‏(۲۷ سال)  | 3    | 0  | باشگاه فوتبال برنتفورد        |
| 8  | هافبک     | بونکه اینوسنت             | ۲۰ ژانویهٔ ۱۹۹۶ ‏(۲۹ سال) | 2    | 0  | باشگاه فوتبال مالمو           |
| 10 | هافبک     | جو آریبو                  | ۲۱ ژوئیهٔ ۱۹۹۶ ‏(۲۸ سال)  | 10   | 2  | باشگاه فوتبال رنجرز           |
| 11 | هافبک     | چیدرا اجوکه               | ۲ ژانویهٔ ۱۹۹۸ ‏(۲۷ سال)  | 5    | 0  | باشگاه فوتبال زسکا مسکو       |
| 17 | هافبک     | ساموئل کالو               | ۲۶ اوت ۱۹۹۷ ‏(۲۷ سال)    | 16   | 2  | باشگاه فوتبال بوردو           |
|    |           |                           |                         |      |    |                               |
| 7  | مهاجم     | احمد موسی (بازیکن فوتبال) | ۱۴ اکتبر ۱۹۹۲ ‏(۳۲ سال)  | 102  | 15 | باشگاه فوتبال فاتح کاراگومروک |
| 9  | مهاجم     | ویکتور اوسیمهن            | ۲۹ دسامبر ۱۹۹۸ ‏(۲۶ سال) | 16   | 8  | باشگاه فوتبال ناپولی          |
| 13 | مهاجم     | تایوو اونیای              | ۱۲ اوت ۱۹۹۷ ‏(۲۷ سال)    | 1    | 0  | باشگاه فوتبال یونیون برلین    |
| 14 | مهاجم     | کلچی ایهیناچو             | ۳ اکتبر ۱۹۹۶ ‏(۲۸ سال)   | 34   | 10 | باشگاه فوتبال لستر سیتی       |
| 15 | مهاجم     | مؤسس سیمون                | ۱۲ ژوئیهٔ ۱۹۹۵ ‏(۲۹ سال)  | 41   | 5  | باشگاه فوتبال نانت            |
| 19 | مهاجم     | پائول اوناچو              | ۲۸ مهٔ ۱۹۹۴ ‏(۳۰ سال)     | 15   | 3  | باشگاه فوتبال خنک             |